# Macrogastra plicatula
Macrogastra plicatula is een slakkensoort uit de familie van de Clausiliidae. De wetenschappelijke naam van de soort is voor het eerst geldig gepubliceerd in 1801 door Draparnaud.

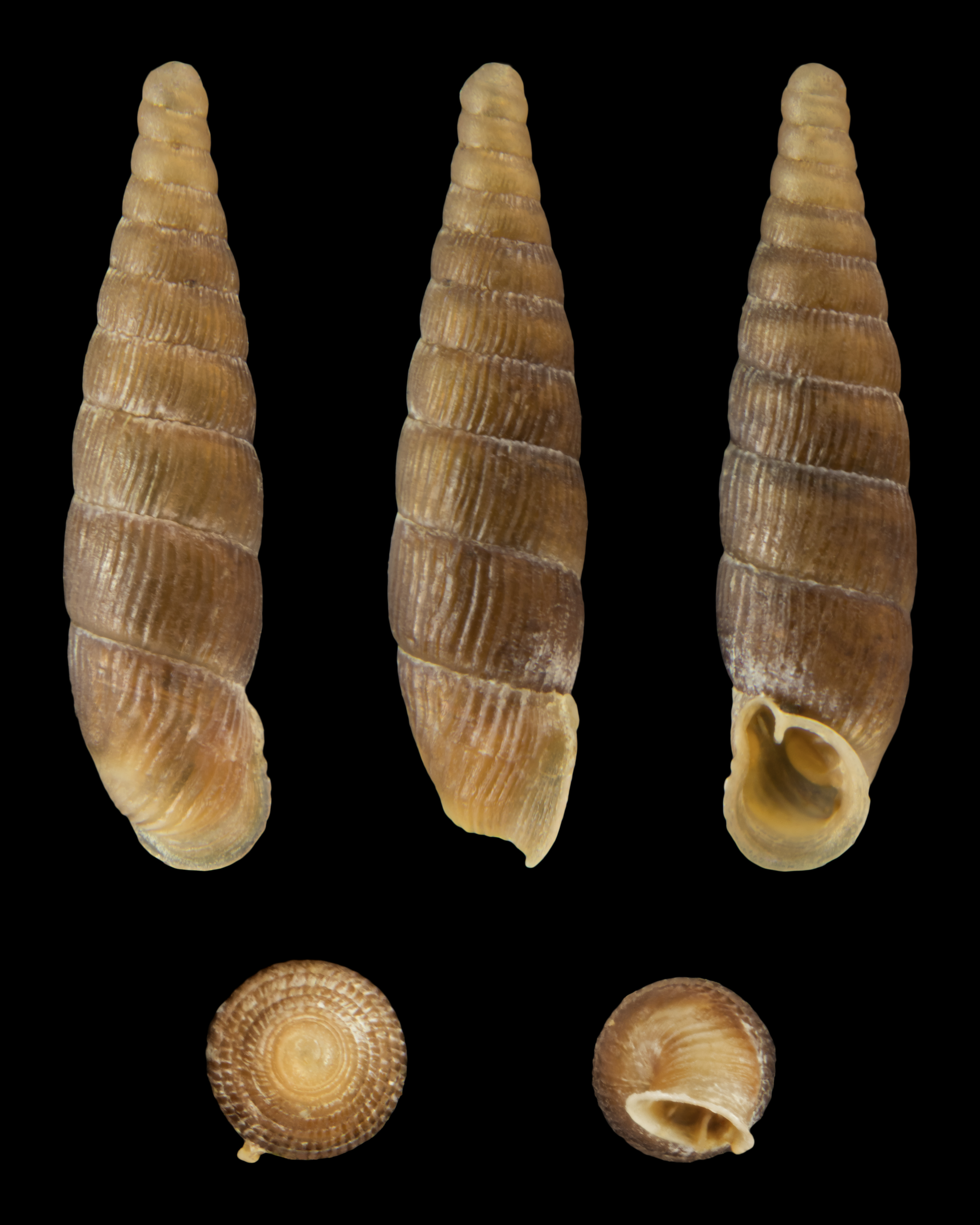
Macrogastra plicatula nana